# Janet Evans
Janet Elizabeth Evans (* 28. August 1971 in Plancentia, Kalifornien) ist eine ehemalige US-amerikanische Schwimmerin.

## Werdegang
Im Jahr 1987 feierte sie ihre ersten großen Erfolge, als sie die Weltrekorde über 400, 800 und 1500 m Freistil unterbot.

### Olympische Spiele 1988
Bei den Olympischen Spielen ein Jahr später in Seoul gewann sie drei Goldmedaillen. Sie wurde über 400 und 800 m Freistil sowie über die 400 m Lagen Olympiasiegerin.
Bei diesen Spielen stellte sie über 400 m Freistil einen Weltrekord auf, der bis zum Mai 2006 Bestand hatte; ihr Weltrekord über 1500 m Freistil hielt bis Juni 2007.
Ihr Weltrekord über 800 m Freistil wurde erst bei den Olympischen Spielen 2008 in Peking von Rebecca Adlington verbessert.
In den Jahren 1987 bis 1990 wurde sie viermal in Folge zur Schwimmerin des Jahres gewählt.

### Olympische Spiele 1992
Bei den Olympischen Spielen 1992 in Barcelona wurde sie Olympiasiegerin über 800 m Freistil und gewann zudem Silber über 400 m Freistil.
Bei den Weltmeisterschaften gewann sie 1991 und 1994 den Titel über 800 m Freistil.
Im Jahr 1996 beendete sie ihre Karriere. Bei den heimischen Olympischen Spielen in Atlanta konnte sie zwar keine Medaille mehr gewinnen, sie überbrachte aber bei der Eröffnungsfeier Muhammad Ali die Fackel, mit der dieser das olympische Feuer entzündete.
Im Lauf ihrer Karriere hatte sie fünf olympische Medaillen und 45 nationale Titel gewonnen.
Dies sind die zweitmeisten Titel im amerikanischen Schwimmsport hinter Tracy Caulkins. Im Jahr 2001 wurde sie in die Ruhmeshalle des internationalen Schwimmsports aufgenommen.
Seit 2004 ist sie  verheiratet und sie lebt mit ihrem Mann und den beiden Kindern seit 2012 in Laguna Beach (Kalifornien).
Im Jahr 2011 startete Janet Evans einen Comeback-Versuch in Hinblick auf eine mögliche Teilnahme bei den Olympischen Spielen 2012 in London.

## Auszeichnungen
- Swimmers of the Year, Swimming World (Magazin); 1987, 1988, 1989 und 1990
- James E. Sullivan Award, 1989
- International Swimming Hall of Fame, 2001